# Dryświaty (gmina)
Dryświaty – dawna gmina wiejska istniejąca do 1939 roku na obszarze Ziemi Wileńskiej/woj. wileńskiego (obecnie na Białorusi, przy granicy z Litwą). Siedzibą gminy było miasteczko Dryświaty (191 mieszk. w  1921 roku).
Początkowo gmina należała do powiatu jezioroskiego w guberni kowieńskiej. 31 października 1919 gminę włączono do utworzonego pod Zarządem Cywilnym Ziem Wschodnich nowego powiatu brasławskiego, który wszedł w skład okręgu wileńskiego. 20 grudnia 1920 gmina weszła w skład tymczasowego okręgu nowogródzkiego, a 19 lutego 1921 została włączona do nowo utworzonego woj. nowogródzkiego. Od 13 kwietnia 1922 gmina Dryświaty należała do objętej władzą polską Ziemi Wileńskiej, przekształconej 20 stycznia 1926 roku w województwo wileńskie. Gmina Dryświaty była jedną z 7 gmin wzdłuż granicy z Łotwą.
Po wojnie obszar gminy Dryświaty wszedł w struktury administracyjne Związku Radzieckiego.

## Demografia
Według Powszechnego Spisu Ludności z 1921 roku gminę zamieszkiwało 6.010 osób, 4.492 było wyznania rzymskokatolickiego, 652 prawosławnego, 799 staroobrzędowego, a 67 mojżeszowego. Jednocześnie 5.093 mieszkańców zadeklarowało polską przynależność narodową, 15 żydowską, 6 litewską, 298 rosyjską a 1 łotewską. Było tu 958 budynków mieszkalnych.